# 옥신테스
옥신테스(그리스어:Οξύντης, 기원전 1147년 ~ 기원전 1135년)는 그리스 신화의 아테네의 왕으로, 데모폰과 퓔리스의 아들이다. (동시에 테세우스의 손자이기도 하다.) 그에게는 아페이다스와 튀모에테스라는 두 아들이 있다. 튀모에테스는 아테네 왕좌에서 테세우스의 마지막 후손이다.